# Radio Paradise

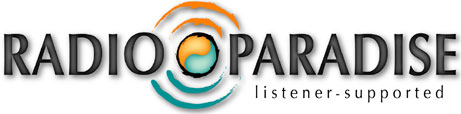
Radio Paradises nuvarande logotyp, formgiven av Melissa Shown

Radio Paradise är en Internetradiostation, som av grundarna beskrivs som Stilblandande online rock-radio ("Eclectic online rock radio"). Stationen har sedan grundandet år 2000 strävat efter att urskilja sig ur mängder av kommersiella radiokanaler och internetradiostationer genom att inte begränsa musiken till en specifik genre, utan istället erbjuda variation. Radio Paradise spelar mest olika sorters engelskspråkig pop- och rockmusik, vilket dock regelbundet varieras med pop, jazz, blues och annan rytmmusik från hela världen samt en del europeisk klassisk musik. All musik sägs vara utvald manuellt. Stationen har en webbservice, där lyssnarna kan registrera sig gratis, diskutera och bedöma musikutbudet, rekommendera och föreslå ny musik genom att ladda upp ljudfiler. 
Stationen drivs kommersiellt av Bill och Rebecca Goldsmith i Paradise, Kalifornien, men såväl sändningen som stationens webbplats är helt reklamfria och bekostas av lyssnares frivilliga donationer och försäljning av olika logoförsedda föremål, såsom t-skjortor och andra klädesplagg, kaffemuggar, och musmattor. På webbplatsen finns länkar till fritt tillgängliga ljudströmmar i olika dataformat, Mp3 (även Real Media och en del av Windows Media-strömmarna är egentligen mp3) och AAC+.

## Nedläggningshot
Den sjätte mars 2007 beslöt amerikanska The Copyright Royalty Board, som är relaterad till US Copyright office och Library of Congress att höja royaltyavgifterna för musik, vilket kunde komma att höja Radio Paradises utgifter mångtiofaldigt och omöjliggöra fortsatt verksamhet för även många andra nätradiokanaler. Bill Goldsmith har uttalat sig mot beslutet och uppmanat sina lyssnare att skriva under en namninsamling i ett försök att rädda hans och många andra amerikanska småföretagares nätradioprojekt.